# 牛尾刀

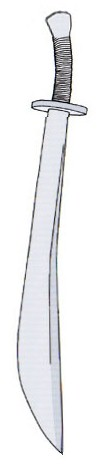
牛尾刀

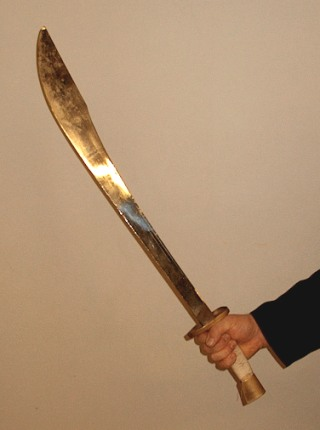
類似柳葉刀形狀的中國刀(註:有爭議。此刀上寬下窄，應是常被誤認為柳葉刀的牛尾刀)

牛尾刀是清朝末期的一种中国军刀。牛尾刀是一种重刃武器，刀尖呈喇叭状，是当今功夫电影中典型的“中国大刀”。它最早出现在 19 世纪初（清朝后期），当时只是一种民用武器：没有记录表明它曾被配发给帝国军队，也没有出现在任何官方武器清单中。因此，它在电影和现代文学中的出现往往是不合时宜的(时代错置)。